# 山口県道65号山陽豊田線

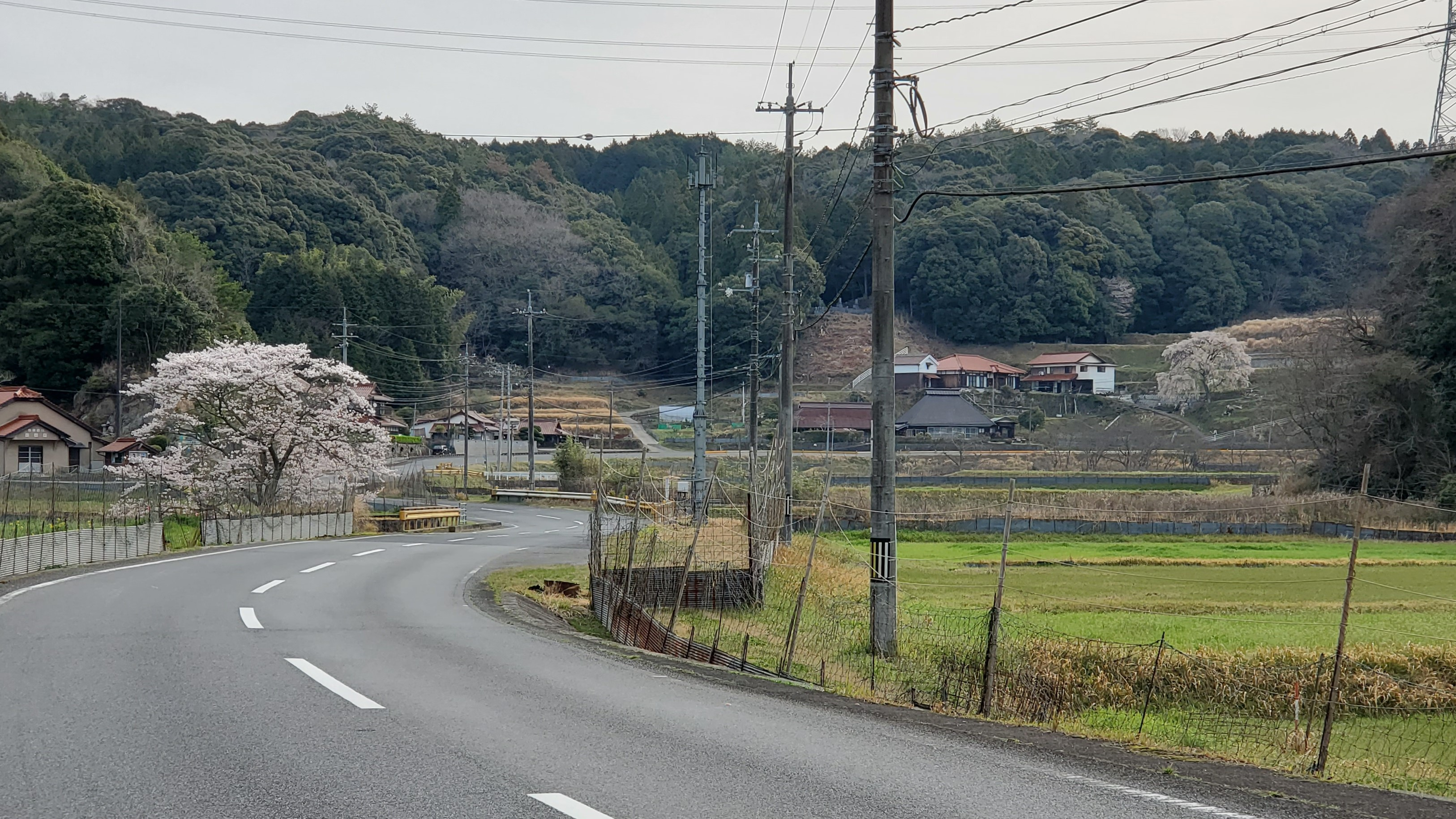
下関市豊田町日野から美祢市方面、2022年4月
映画『シン・エヴァンゲリオン劇場版』劇中、46分50秒ごろに登場する「第3村」郊外と同じ構図で撮影

山口県道65号山陽豊田線（やまぐちけんどう65ごう さんようとよたせん）は、山口県山陽小野田市山野井と下関市豊田町八道を結ぶ県道（主要地方道）である。

## 概要

### 路線データ
- 起点：山陽小野田市山野井・栗田交差点（山口県道225号船木津布田線交点）
- 終点：下関市豊田町八道（国道435号交点）

## 歴史
- 1958年10月1日 山口県告示第644号の2により山口県道34号山陽豊田線（当時は一般県道）として認定される。
- 1965年頃 県道路線再編により改番し、山口県道24号山陽豊田線と改称する。[要出典]
- 1972年頃 県道標識導入に伴う番号再編により山口県道227号山陽豊田線と改称する。[要出典]
- 1982年4月1日 建設省告示第935号により全線が主要地方道に指定される。
- 1983年2月8日 現行の路線番号に変更する。[要出典]
- 1993年（平成5年）5月11日 - 建設省から、県道山陽豊田線が山陽豊田線として主要地方道に再指定される[1]。
- 2005年2月13日 下関市と豊浦郡の全4町が統合して改めて下関市が発足したことに伴い、当時の終点の地名表記が変更される（豊浦郡豊田町殿敷→下関市豊田町殿敷）。
- 2005年3月22日 小野田市と厚狭郡山陽町が統合して山陽小野田市が発足したことに伴い、起点の地名表記が変更される（厚狭郡山陽町山野井→山陽小野田市山野井）。
- 2008年4月 国道2号厚狭・埴生バイパス全線開通に伴う路線再編により、起点で接続する道路が国道2号から県道225号船木津布田線に変更される[2]。
- 2020年1月6日 国道435号の区域が変更されたことに伴い、路線が延長され、終点が下関市豊田町八道となる[3]。

## 路線状況

### 重複区間
- 山口県道232号奥万倉山陽線（美祢市西厚保町本郷 地内）
- 山口県道33号下関美祢線（美祢市西厚保町本郷・美祢市本郷交差点 - 美祢市西厚保町原）
- 山口県道233号美祢菊川線（美祢市西厚保町原 地内）
- 山口県道34号下関長門線（下関市豊田町手洗 - 下関市豊田町中村）

## 地理

### 通過する自治体
- 山陽小野田市
- 美祢市
- 下関市

### 交差する道路
| 交差する道路                                                               | 市町村名     | 交差する場所                   | 交差する場所      |
| -------------------------------------------------------------------------- | ------------ | ------------------------------ | ----------------- |
| 山口県道225号船木津布田線                                                  | 山陽小野田市 | 山野井                         | 栗田交差点 / 起点 |
| 山口県道232号奥万倉山陽線 重複区間起点                                     | 美祢市       | 西厚保町（にしあつちょう）本郷 |                   |
| 山口県道33号下関美祢線 重複区間起点 山口県道232号奥万倉山陽線 重複区間終点 | 美祢市       | 西厚保町本郷                   | 美祢市本郷交差点  |
| 山口県道33号下関美祢線 重複区間終点                                        | 美祢市       | 西厚保町原                     |                   |
| 山口県道233号美祢菊川線 重複区間起点                                       | 美祢市       | 西厚保町原                     |                   |
| 山口県道233号美祢菊川線 重複区間終点                                       | 美祢市       | 西厚保町原                     |                   |
| 山口県道235号豊田前東厚保線                                                | 美祢市       | 豊田前町保々（ほうほう）       |                   |
| 山口県道267号中ノ川於福停車場線                                            | 下関市       | 豊田町殿敷                     |                   |
| 山口県道266号日野吉田線                                                    | 下関市       | 豊田町日野                     |                   |
| 山口県道34号下関長門線 重複区間起点 山口県道262号豊浦豊田線                | 下関市       | 豊田町手洗（たらい）           |                   |
| 山口県道34号下関長門線 重複区間終点                                        | 下関市       | 豊田町中村                     |                   |
| 国道435号                                                                  | 下関市       | 豊田町八道（やじ）             | 終点              |

### 沿線にある施設など
- 山陽小野田市立出合小学校
- プレジデントカントリー倶楽部山陽厚狭コース
- 美祢市立厚保小学校
- マツダ美祢自動車試験場（MINEサーキット跡地）
- セントラルパークゴルフ倶楽部
- 下関市立豊田下小学校
- 下関市立豊田中央病院
- 下関市立豊田図書館
- 下関市立西市小学校

#### 名所・旧跡・観光地
- 西寺のシダレザクラ
- 華山（げさん）温泉
- 木屋川ゲンジボタル発生地
- 長門鉄道跡地

#### 自然
- 木屋川

### 峠
- 万国峠（山陽小野田市・美祢市境）